# ディンプール
ディンプール（ウルドゥー語: دین پور）は、パキスタンのカイバル・パクトゥンクワ州デーラ・イスマイル・カーン地区に位置する村であり、ユニオン・カウンシル（地方行政単位）である。
地区の中心都市デーラ・イスマイル・カーンの南東に位置し、標高は約175メートルである。

## 行政
ディンプールはデーラ・イスマイル・カーン・テシルの一部であり、地方自治体のユニオン・カウンシルとして機能している。

## 人口と経済
ディンプールの主な産業は農業であり、肥沃な平野と灌漑設備によって支えられている。主な作物には小麦、トウモロコシ、サトウキビ、綿花がある。

## 教育
この村には、政府運営の高校「ディンプール高等学校」と「ディンプール小学校」が存在し、地元の教育を担っている。

## 地域開発
近年では、教育、インターネットアクセス、若者の啓発活動を通じて地域社会の発展が見られている。